# 旧長崎英国領事館

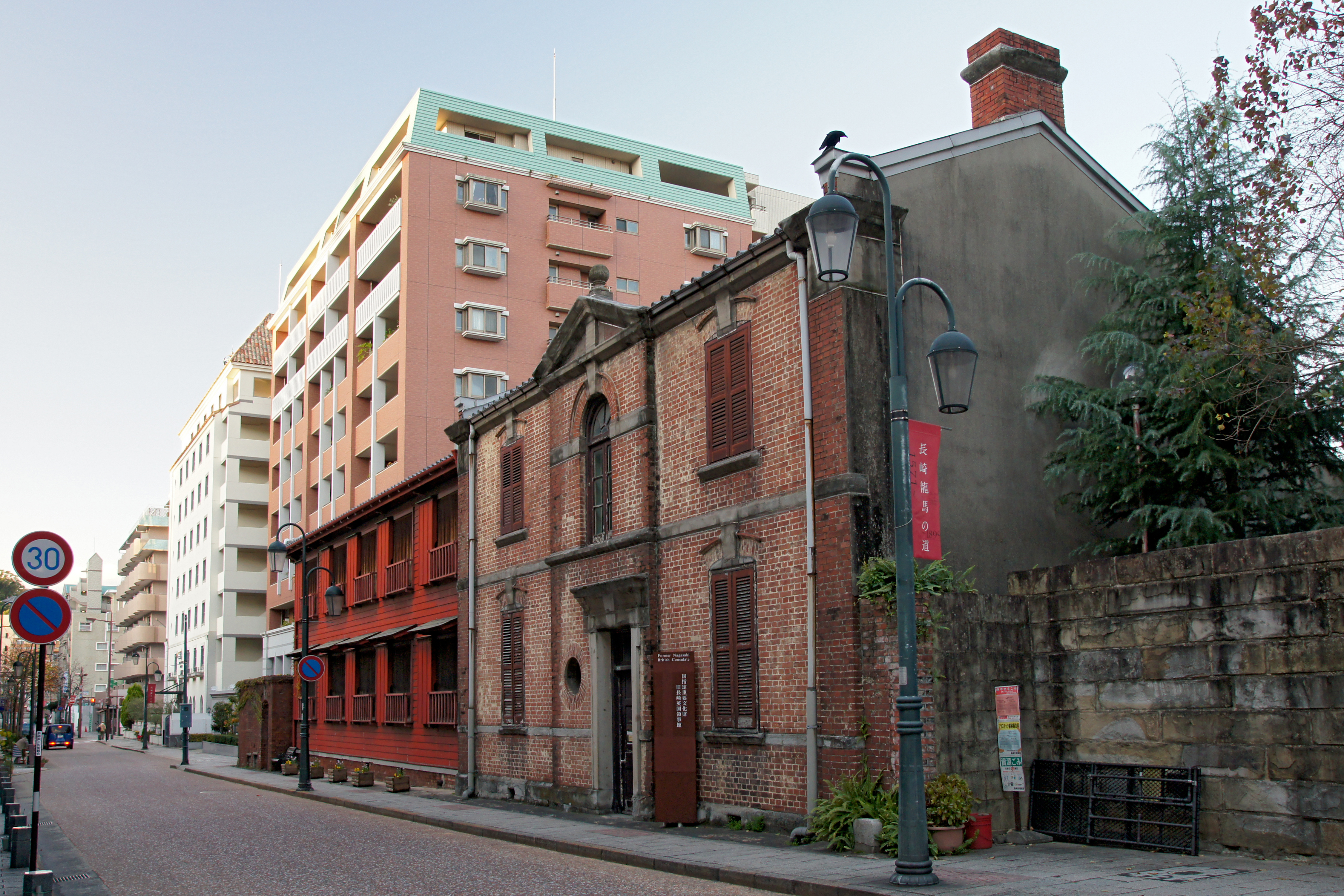
職員住宅

旧長崎英国領事館（きゅうながさきえいこくりょうじかん）は長崎県長崎市にある歴史的建造物。国の重要文化財。

## 概要
この場所には1862年にデント商会が商館を建設し、1867年に同商会が倒産すると、イギリス（英国）がその商館を領事館建物として借り受けた。1886年に英国領事館が従来の東山手九番から、埋立地である大浦六番に移転してこの建物を使用した。イギリスの工務局上海事務所が旧建物を修理ながら使い続けるか新築するか検討したところ、旧建物の維持管理が難しいことから新築を決めた。
1901年、工務局上海事務所技師長ウィリアム・コーワンが下関領事館と同時に設計を始め、大胆にもクィーン･アン様式を採用することにした。設計にあたってある日本人建築家と親しく議論をしたといい、周囲にベランダを巡らし、また赤煉瓦に砂岩の帯をアクセントとすることにした。辰野金吾が日本銀行京都支店でこの様式を用いる数年前のことである。日露戦争後の1907年に建設が始まった。だが、工事を請負った後藤亀太郎と工事監理にあたった工務局上海事務所技師は軟弱な地盤での基礎工事に大変な苦労を強いられる。1908年に上海工務局が本国に送った当館の建築に関する報告書に「掘削は水位下まで杭を打つために深く掘らなければならなかった。直径一〇と二分の一インチ（二六七ミリメートル）の長さ九フィート六インチ（二八九五ミリメートル）から一二フィート(三六五八ミリメートル）の柱を使わなければならなかった。使った杭の数は一六八八本となり超過費用がかかった。」と記された。1908年に本館が竣工、全体工事の完了は1909年だった。
第二次世界大戦が激化した1941年に領事館は閉鎖され、1942年からはスイス公使が瓜生商会長崎支店を財産管理人に任命して管理された。
大戦後、英国政府は長崎の領事館を廃止することを決め、建物を売却することにした。原爆投下によって市内が焼失してしまったが、この建物は奇跡的に軽微な被害に止まり、長崎市はいち早く歴史遺産として保存することを条件に英国政府に購入を申し入れた。しかし、価格の折り合いがつず、英国財務省の資産処分の原則に従い、競売にかけられることになった。札を入れたのは長崎市だけだったが、この金額は英国財務省が想定していた最低落札値よりも低く、本来は再入札になるはずだった。英国財務省は、最終的に駐日英国大使の顔を立て、また日本との友好関係を考えて長崎市への売却を決めた。1955年（昭和30年）に長崎市の所有となり、児童科学館および教育研究所の施設となった。その後1990年（平成2年）に国の重要文化財に指定され、1993年（平成5年）から新しく開設された長崎市野口彌太郎記念美術館の施設となった。しかし、2004年（平成16年）に行った構造力等の調査では、建物の不同沈下や構造クラックが見られたほか、煉瓦の壁の中に入っている帯状の鉄が腐食し爆裂している状況だったため、一般の入館は危険とのことから2007年（平成19年）に同美術館は移転、建物は閉鎖されて現在に至っている。2008年（平成20年）の文化庁の調査では、最も優先して保存修理を行うべき物件だとの回答であった。現在、保存修理中のため令和7年度（予定）まで閉館している。修理に際しては地盤改良をおこなった上で、免震レトロフィット構造を採用して建物の耐震性を高める方針である。建物は一部を除き全解体または半解体修理とし、修復後の外観についてはイギリス工務局による新築当時の姿に復元する予定となっている。

## 施設
敷地は北側の道路に面した側を正面とする。敷地正面は煉瓦塀で区切り、この塀の東西にそれぞれ1か所ずつの出入口を設ける。東側出入口裏手には門番所がある。敷地中央北側に本館が建ち、その南側には南北棟の附属屋、最も奥には南側の道路に面して職員住宅が建つ。このほか、本館東側に仕切門、職員住宅西側に別棟の便所がある。本館、附属屋、職員住宅の3棟及び土地が重要文化財に指定され、煉瓦塀及び石塀（計4棟）、本館東側仕切塀、職員住宅便所が附（つけたり）指定となっている。
- 本館 - 煉瓦造2階建。外観は煉瓦積を基調に、要所に白色の花崗岩を入れている。東・北・西の3方は1・2階ともベランダを設け、東西の側面は1・2階ともアーケードとするが、北側正面は1階をアーケード、2階は2本1組のイオニア式柱を3組入れたオーダーとする。創建当時の内部は、1階が領事事務室、応接室、食堂等の公的部分で、2階を居室としていた。
- 附属屋 - 煉瓦造、平屋建。屋根は瓦葺きで、創建当時は厨房のほか、ボーイ、コック、クーリー（苦力）などの控室になっていた。
- 職員住宅 - 木造2階建＋煉瓦造2階建。東側を煉瓦造、西側を木造とし、木造部分には畳敷きの部屋を設ける。

旧長崎英国領事館は、附属建物や塀も含め、創建当時の状態で保存されている。また、建築時の設計図や仕様書が残されており（長崎歴史文化博物館保管）、日本近代建築史、外交史のうえで貴重な遺産である。

## 交通アクセス
- 長崎電気軌道 大浦海岸通停留場 徒歩5分

## 周辺
- 旧長崎税関下り松派出所